# مهاباراتا (فیلم)
مهاباراتا (انگلیسی: Mahabharat) یک فیلم به نویسنده امان خان است که در سال ۲۰۱۳ منتشر شد.

## بازیگران
- آمیتاب باچان
- اجی دیوگن
- ویدیا بالان
- سانی دیول
- آنیل کاپور
- جکی شروف